# الرابطة النسائية للدفاع عن النفس
الرابطة النسائية للدفاع عن النفس هي رابطة نسائية هندية تأسست في العام 1942، على يد كل من كامالا تشاترجي ومانيكونتالا سين، ورينو تشاكرافارتي وإيلا ريد، وهن مجموعة ناشطات يساريات في الهند، شكلن الرابطة حين برزت الحاجة للدفاع عن النفس وقت قصف اليابان لإقليم البنغال بالقنابل.
أطلقت النساء الهنديات من خلال رابطة الدفاع عن النفس دعوات الإفراج عن غاندي والقادة الوطنيين الهنود الآخرين، وشاركت الرابطة في أعمال الإغاثة أثناء حوادث المجاعة في إقليم البنغال 1942-1944.
في العام 1943 نظمت الرابطة النسائية للدفاع عن النفس في كالكوتا، مسيرة جوع سارت فيها 5000 امرأة هندوسية ومسلمة باتجاه المجلس، للاحتجاج على ارتفاع الأسعار، والمطالبة بالغذاء، وفتح مزيد من المتاجر وتخفيض سعر الأرز.
وعقدت في العام نفسه مؤتمر إقليمي للنساء من جميع مقاطعات ولاية البنغال، تم الإعلان فيه أن عضوات الرابطة بلغ عددهن 22000 عضوة، وتمت دورة أخرى من المؤتمر في العام 1944، وارتفع في تلك السنة عدد العضوات إلى 43000 عضوة، عملن على فتح دور للنساء المعوزات، ومراكز لرعاية الأطفال، والإغاثة.